# Crucero (buque de guerra)

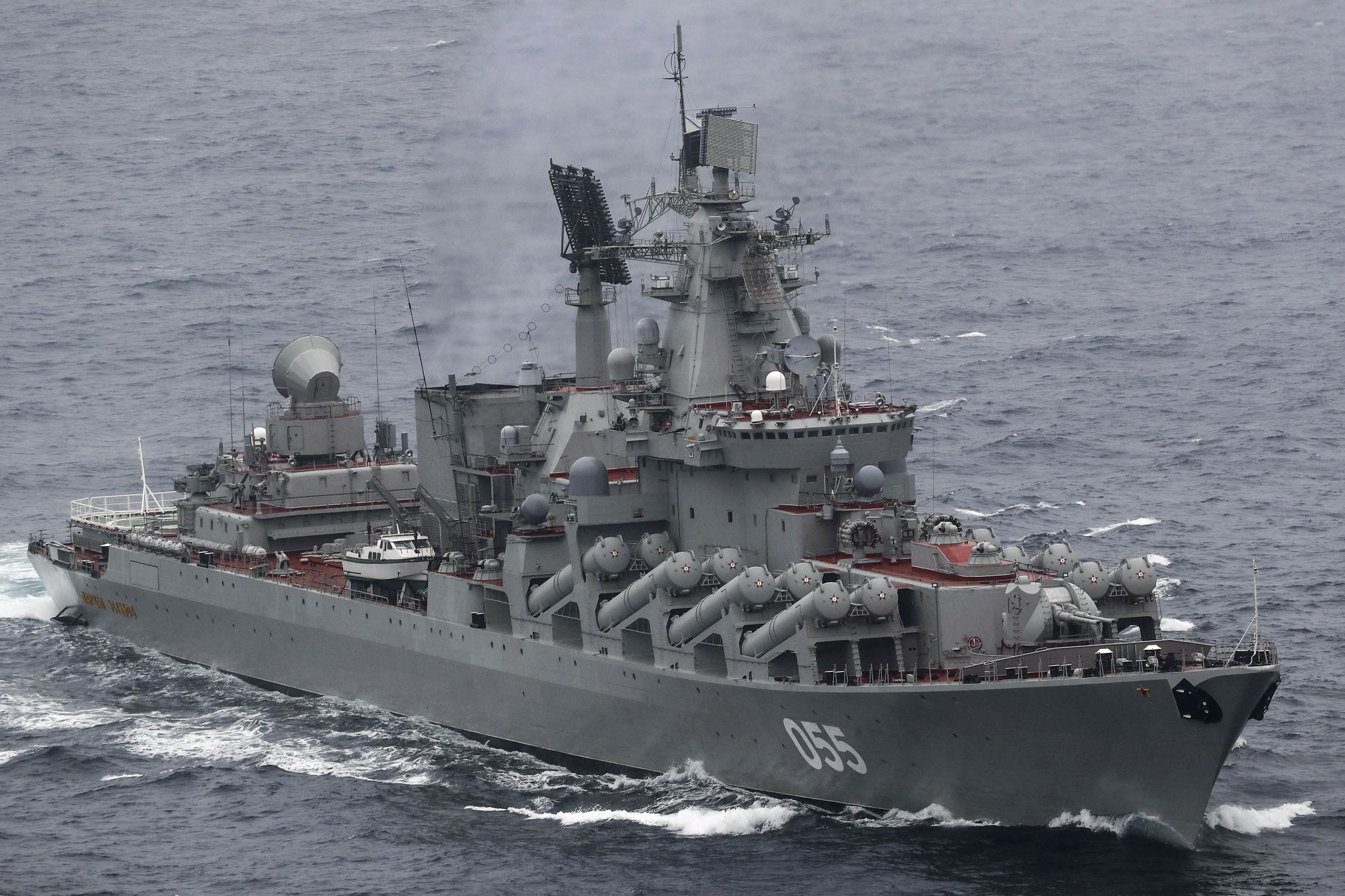
La clase Slava fue pensado como una alternativa menos costosa de propulsión convencional a los cruceros de batalla de clase Kirov de propulsión nuclear.

Un crucero es un tipo de buque de guerra. Actualmente los cruceros modernos suelen ser los buques de mayor tamaño disponible en las armadas modernas (exceptuando los portaviones), con desplazamientos de 10 000 toneladas o más.
El término "crucero", en uso durante varios cientos de años, ha cambiado de significado con el tiempo. Durante la era de la vela, el término crucero se refería a ciertos tipos de misiones (exploración independiente, protección comercial o asalto) realizadas por fragatas o balandras de guerra, que funcionaban como los buques de guerra de crucero de una flota.
A mediados del siglo XIX, el crucero se convirtió en una clasificación de los barcos destinados a navegar en aguas distantes, para incursiones comerciales y para explorar la flota de batalla. Los cruceros venían en una amplia variedad de tamaños, desde el crucero protegido de tamaño mediano hasta los grandes cruceros blindados que eran casi tan grandes (aunque no tan poderosos ni tan bien blindados) como un acorazado pre-dreadnought. Con la llegada del acorazado dreadnought antes de la Primera Guerra Mundial, el crucero blindado evolucionó hasta convertirse en una nave de escala similar conocida como crucero de batalla. Los cruceros de batalla muy grandes de la época de la Primera Guerra Mundial que sucedió a los cruceros blindados ahora se clasificaba, junto con los acorazados acorazados, como naves capitales.
A principios del siglo XX, después de la Primera Guerra Mundial, los sucesores directos de los cruceros protegidos podían colocarse en una escala constante de tamaño de buque de guerra, más pequeños que un acorazado pero más grandes que un destructor. En 1922, el Tratado Naval de Washington impuso un límite formal a estos cruceros, que se definieron como buques de guerra de hasta 10.000 toneladas de desplazamiento que llevaban cañones de calibre no mayor a 8 pulgadas; mientras que el Tratado Naval de Londres de 1930 creó una división de dos tipos de cruceros, los cruceros pesados tenían cañones de 6,1 pulgadas a 8 pulgadas, mientras que los que tenían cañones de 6,1 pulgadas o menos eran cruceros ligeros. Cada tipo estaba limitado en tonelaje total e individual, lo que dio forma al diseño de los cruceros hasta el colapso del sistema de tratados justo antes del comienzo de la Segunda Guerra Mundial. Algunas variaciones en el diseño del crucero del Tratado incluyeron los "acorazados de bolsillo" alemanes de la clase Deutschland, que tenían un armamento más pesado a expensas de la velocidad en comparación con los cruceros pesados estándar, y la clase Alaska estadounidense, que era un diseño de crucero pesado a mayor escala designado como un "asesino de cruceros".
A finales del siglo XX, la obsolescencia del acorazado dejó al crucero como el barco de combate de superficie más grande y poderoso (los portaaviones no se consideran combatientes de superficie, ya que su capacidad de ataque proviene de sus alas aéreas embarcadas en lugar de las armas a bordo). El papel del crucero variaba según el barco y la marina, a menudo incluyendo defensa aérea y bombardeo en tierra. Durante la Guerra Fría, los cruceros de la Armada soviética tenían un armamento pesado de misiles antibuque diseñado para hundir las fuerzas de tareas de portaaviones de la OTAN mediante un ataque de saturación. La Marina de los EE. UU. construyó cruceros de misiles guiados sobre cascos de estilo destructor (algunos llamados "líderes de destructores" o "fragatas" antes de la reclasificación de 1975) diseñadas principalmente para proporcionar defensa aérea y, a menudo, agregan capacidades antisubmarinas, son más grandes y tienen misiles tierra-aire (SAM) de mayor alcance que los primeros misiles guiados Charles F. Adams destructores encargados de la función de defensa aérea de corto alcance. Al final de la Guerra Fría, la línea entre cruceros y destructores se había desdibujado, con el crucero de clase Ticonderoga usando el casco del destructor de clase Spruance pero recibiendo la designación de crucero debido a su mejorados sistemas de misión y combate.
A partir de 2020  solo dos países operan embarcaciones clasificadas formalmente como cruceros: Estados Unidos y Rusia, y en ambos casos las embarcaciones están armadas principalmente con misiles guiados. El BAP Almirante Grau fue el último cañonero en servicio, sirviendo con la Armada peruana hasta 2017.
No obstante, otras clases además de las anteriores pueden considerarse cruceros debido a los diferentes sistemas de clasificación. El sistema EE. UU./OTAN incluye el Tipo 055 de China y el Slava de Rusia. Instituto Internacional de Estudios Estratégicos ' "The Military Balance" define un crucero como un combatiente de superficie que desplaza al menos 9750 toneladas; incluye el Tipo 055, el Sejong el Grande de Corea del Sur, el Atago de Japón, el Slava, el Kidd operado por Taiwán y el Zumwalt, Ticonderoga y Flight III Arleigh Burke de EE. UU.

## Crucero desprotegido

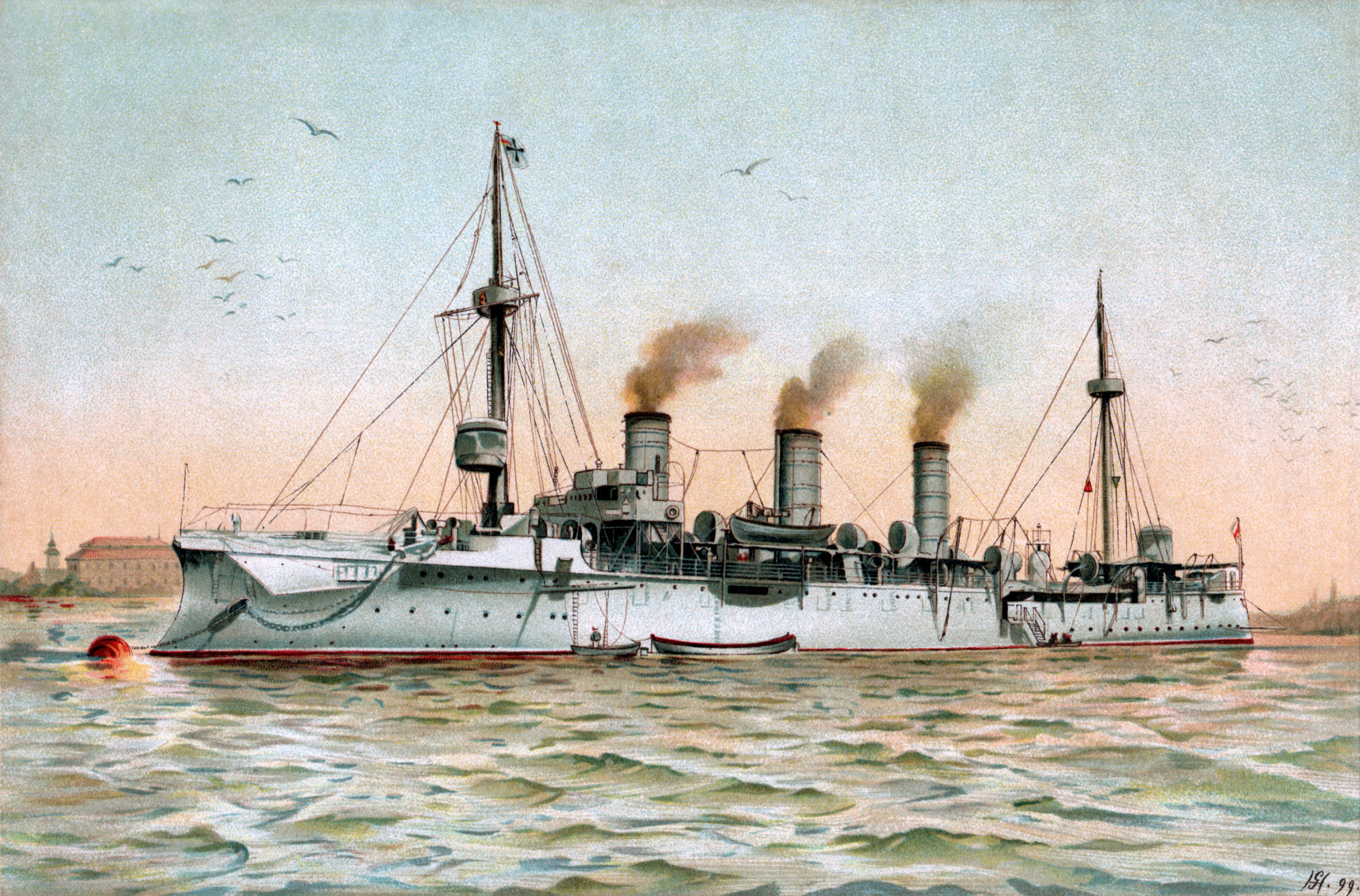
El SMS Gefion era un crucero desprotegido que tenía una delgada cubierta blindada. Sirvió con la Marina Imperial Alemana entre 1895 y 1919.

El crucero desprotegido era un tipo de crucero empleado a fines del siglo XIX, durante la era de los acorazados pre-dreadnought (1880-1905).
El nombre de estos buques servía para distinguirlos de los cruceros protegidos que habían entrado en servicio durante la década de 1880. Un crucero protegido no tiene blindaje lateral en su casco, como un acorazado o un crucero acorazado, sino que tiene una cubierta blindada curva dentro de su casco —como un caparazón interno— que evita que los obuses enemigos atraviesen el buque e impacten en áreas vitales, como el cuarto de máquinas, las calderas y la santabárbara. En cambio, el crucero desprotegido carecía de esta cubierta protectora.
Estas definiciones tienen algunos vacíos, ya que algunos buques podían construirse con una cubierta blindada que solamente cubría una pequeña área del mismo, o era tan delgada que ofrecía poca protección (esto también era válido para el cinturón blindado de algunos cruceros acorazados). Un crucero desprotegido era generalmente más barato y menos eficaz que un crucero protegido, mientras que un crucero protegido era generalmente más barato y menos eficaz que un crucero acorazado (con algunas excepciones en cada caso).

## Crucero protegido

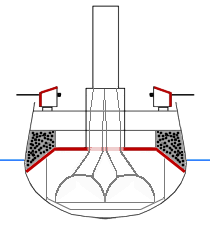
Esquema que muestra en rojo el blindaje típico de un crucero protegido.

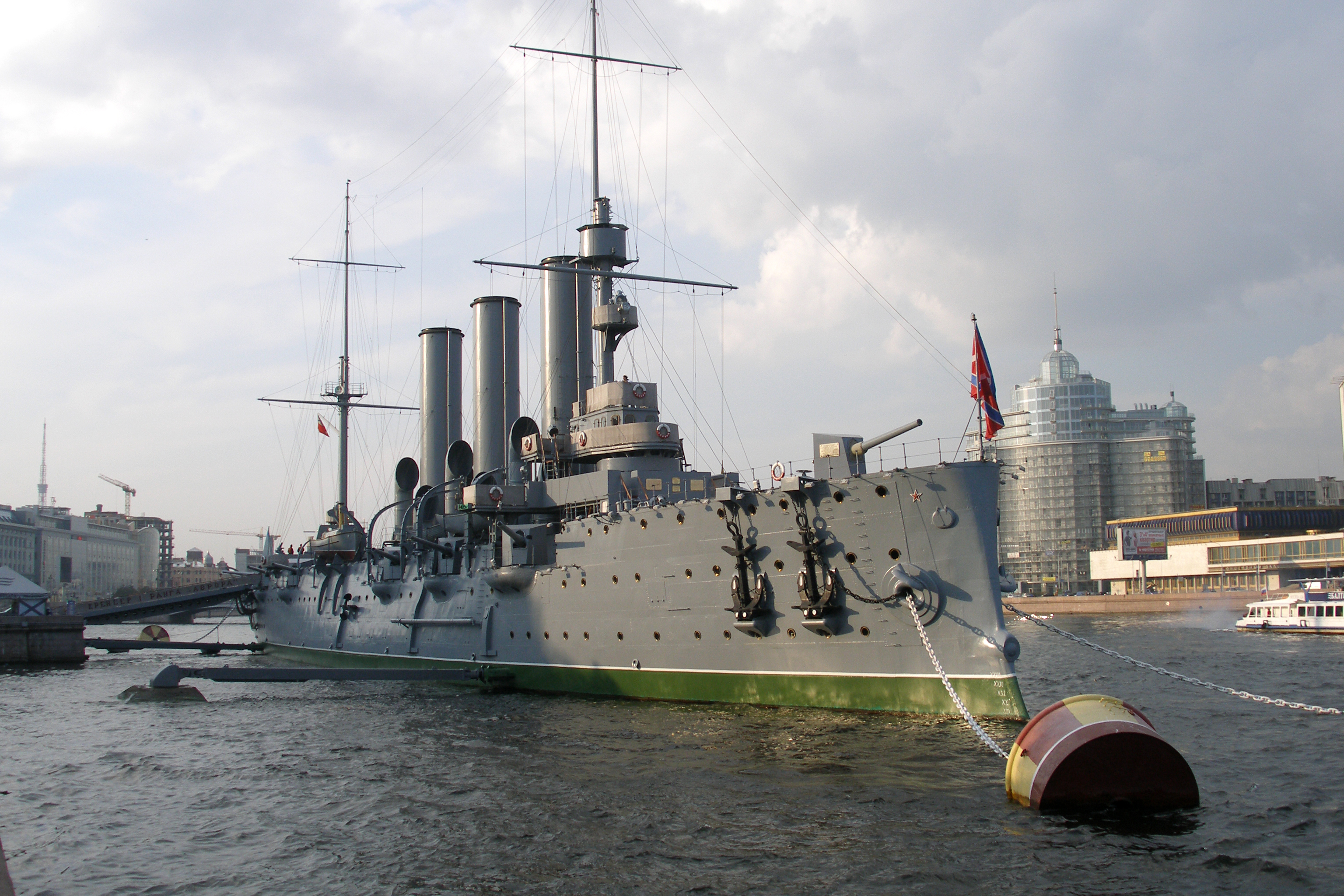
Crucero protegido ruso Aurora

El término crucero aparece en torno a 1870 para referirse a un tipo de buque con escaso blindaje, pero rápido y bien armado, capaz de detener en caso de guerra el tráfico mercante enemigo o de proteger las rutas marinas coloniales propias en ultramar en caso de necesidad. El "crucero protegido" (en inglés protected cruiser) era un buque con una cubierta blindada que se curva por los lados protegiendo ligeramente los costados del buque.
Estaban bien armados y eran capaces de detener en caso de guerra el tráfico mercante enemigo o de proteger las rutas marinas coloniales propias en ultramar en caso de necesidad. Fueron el núcleo de las escuadras coloniales, dejando a los acorazados como buques principales para la guerra naval de primera línea.

## Crucero acorazado

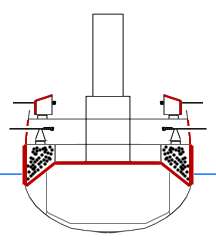
Esquema que muestra en rojo el blindaje típico de un crucero acorazado.

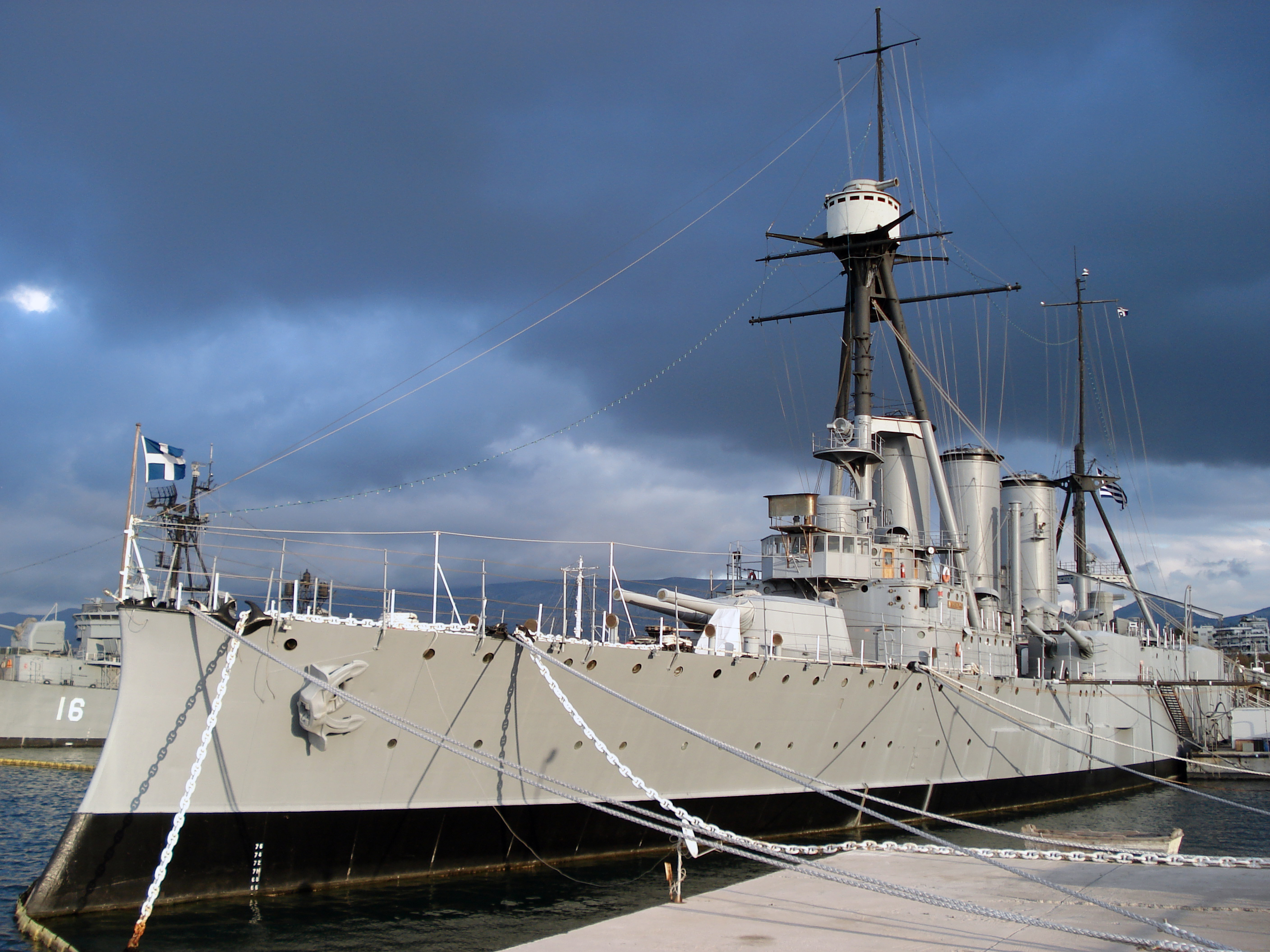
El Georgios Averof (Clase Pisa) hoy convertido en buque museo.

Se trata de una categoría intermedia, cuyo apogeo solo cubrió la década de 1890 y el primer lustro de la década de 1900. El "crucero acorazado" (en inglés armored cuiser), además de utilizar, tal como el crucero protegido, blindaje en la cubierta, arcones de carbón, las barbetas de cañones y obra muerta, incorporó protección en el casco, rodeándolo de un cinturón de blindaje o "cintura". La principal finalidad de esta innovación era proteger al buque del ataque de torpedos e impactos de cañón en el sector de la línea de flotación. Por otro lado, al igual que su predecesor, estaba destinado a las flotillas coloniales 
El primer crucero acorazado fue el Dupuy de Lôme, botado en 1890 a pedido de la Marina de Guerra de Francia. Otro famoso ejemplar es el USS Maine, un crucero acorazado que fue reclasificado como acorazado de 2.ª, que explotó por razones no aclaradas en el puerto de La Habana.
Los cruceros acorazados protagonizaron la batalla de Ulsan (1904) y cumplieron buen cometido la Batalla de Tsushima (1905), durante la guerra Ruso-Japonesa. Después, durante la Primera Guerra Mundial, dos flotillas de  cruceros acorazados se enfrentaron en la cruenta batalla de Coronel. Un mes después de este último encuentro, los cruceros acorazados alemanes SMS Scharnhorst y el  SMS Gneisenau, vencedores de la batalla de Coronel, fueron fácilmente echados a pique en la batalla de las Malvinas, al encontrarse con el HMS Invincible y HMS Inflexible, exponentes ingleses de la siguiente generación de buques: los "cruceros de batalla".

## Crucero de batalla

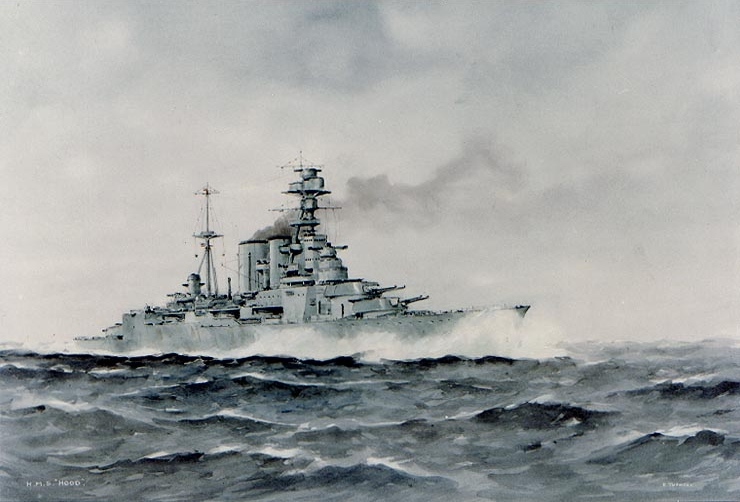
El crucero de batalla británico HMS Hood.

La aparición, en 1906, del nuevo acorazado británico HMS Dreadnought hizo que, de la noche a la mañana, los cruceros protegidos y cruceros acorazados quedasen totalmente obsoletos. Efectivamente, el Dreadnought combinaba un armamento superior al de todos los acorazados construidos hasta entonces, sin sacrificar su protección, y además, con su planta motriz de turbina de vapor alcanzaba los 21 nudos, por lo que era tan veloz como cualquier crucero existente. Esta verdadera revolución en el arte de la construcción naval hizo que el almirantazgo británico se plantease crear, a partir del Dreadnought, un nuevo tipo de buque de guerra: el crucero de batalla (battlecruiser en inglés). Este concepto fue creado por Sir John Arbuthnot Fisher. El primer crucero de batalla fue el HMS Invincible, que entró en servicio en 1908. Este tipo de buque tenía una función clara: la caza de cruceros protegidos y acorazados que operasen contra el tráfico mercante. En términos generales, un crucero de batalla combinaba el armamento del Dreadnought con una velocidad superior a 25 nudos, lo que le permitía cazar cruceros protegidos más lentos y peor armados, y escapar de cualquier enemigo que le superase en armamento. El precio que se pagó a cambio de tan alta velocidad fue, sin embargo, el sacrificio del blindaje. El HMS Invincible, sin ir más lejos, tenía un blindaje vertical de tan solo 152 mm de espesor: en comparación, el HMS Dreadnought tenía un blindaje de 280 mm de espesor.
La marina alemana, alarmada por la aparición del Invincible, inició inmediatamente la construcción de sus propios cruceros de batalla: el primero de ellos fue el SMS Von der Tann, prácticamente una copia del Invincible. Sin embargo, los proyectistas alemanes no veían con buenos ojos sacrificar a la ligera la protección de sus buques, y los cruceros de batalla alemanes siempre estuvieron mucho mejor blindados que sus contrapartes británicos, ya que además se pensó que se podían utilizar como vanguardia de la Flota. El Von der Tann tenía un blindaje vertical de 250 mm de espesor.
No obstante, los cruceros de batalla solo se utilizaron para su cometido original en los primeros meses de la Primera Guerra Mundial, con gran éxito. Al poco tiempo, la marina británica decidió emplearlos, al igual que los alemanes, como vanguardia de su línea de batalla, un cometido para el cual no habían sido diseñados. El resultado fue desastroso, como se vio en la batalla de Jutlandia. Se perdieron tres cruceros de batalla británicos: el HMS Invincible, el HMS Indefatigable y el HMS Queen Mary, con sus dotaciones al completo, mientras que los alemanes solo perdieron el SMS Lützow. Hay que destacar la capacidad de los cruceros de batalla alemanes de absorber tremendos daños, fruto de la previsión de sus diseñadores al sacrificar menos blindaje.
Terminada la guerra, la marina británica solo conservó sus tres cruceros de batalla más modernos: el HMS Renown, el HMS Repulse y el gigantesco HMS Hood. El concepto de crucero de batalla quedó obsoleto con la aparición del Super-Dreadnought, en los años de entreguerras, puesto que los nuevos acorazados construidos en esta época eran más veloces y mejor armados que cualquier crucero de batalla existente. El trágico final del HMS Hood, hundido en el Atlántico Norte por el acorazado alemán Bismarck, así como la destrucción del HMS Repulse en el Mar de China, en mayo y diciembre de 1941, respectivamente, marcan un triste epílogo en la carrera de uno de los tipos de barco más controvertidos de la historia.

## Crucero pesado

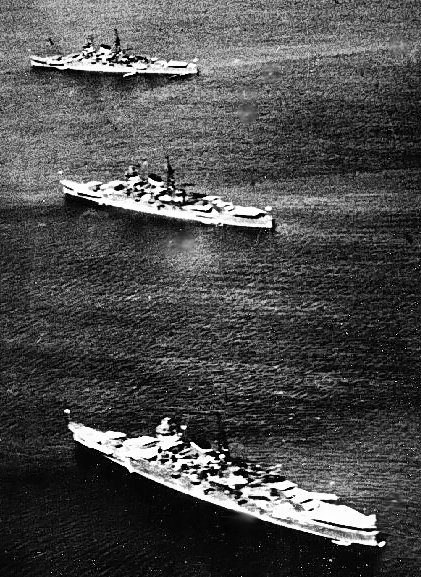
Tres cruceros pesados clase Mogami de la Armada Imperial Japonesa anclados en la bahía de Ise en el verano de 1938.

Manteniendo el mismo concepto para uso colonial, se concibe un crucero con una protección mayor y mejor armado, el crucero pesado, capaz de actuar de acompañante del acorazado en batallas navales de importancia, con los costados y la cubierta totalmente blindados. En el tratado naval que las potencias firman en Washington en 1922, se limitó su desplazamiento a 10 000 t y su armamento a 203 mm (8 pulgadas). El tonelaje era insuficiente para proporcionar una protección adecuada, y durante la Segunda Guerra Mundial llegó en muchos casos a 15 000 t, aunque se mantuvo el calibre de los cañones, adecuado para estas naves.
Durante la guerra en el Atlántico, la misión de los cruceros pesados fue, generalmente, defender el tráfico mercante contrataques de buques de superficie, bien fuese actuando como escolta directa, bien realizando misiones de patrulla oceánica. En cambio, en el Pacífico los cruceros pesados se utilizaron en la marina estadounidense para redondear la potencia de fuego de las agrupaciones de combate de portaaviones, ya que los acorazados estadounidense eran demasiado lentos. Tanto la flota japonesa como la de Estados Unidos crearon fuerzas de combate independientes alrededor de sus cruceros pesados, para realizar incursiones contra el tráfico mercante enemigo.
Los cruceros pesados más representativos fueron, por países:
- Reino Unido: Clase County.
- Estados Unidos: Clase Des Moines.
- Alemania: Clase Admiral Hipper.
- Italia: Clase Zara.
- Japón: Clase Myōkō.
- España: Clase Canarias.

El crucero pesado español Canarias fue el último buque en estar activo de esta clase de barcos, siendo dado de baja en 1975.

## Crucero ligero

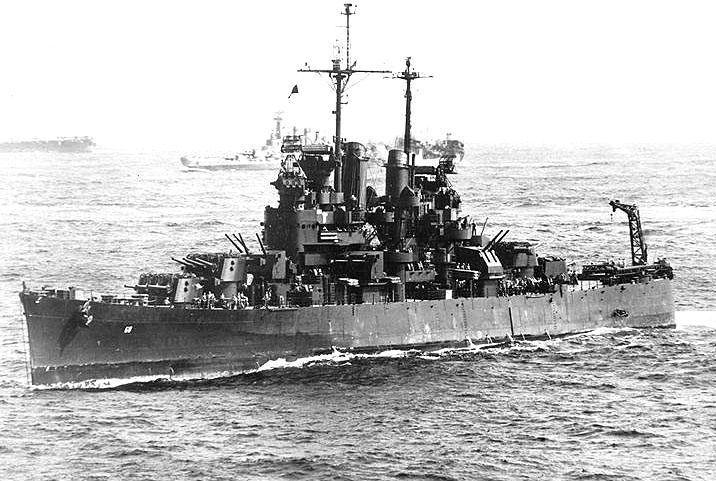
Clase Cleveland

Poco antes de la Primera Guerra Mundial, el crucero protegido da paso al crucero ligero, con un cinturón blindado completo protegiendo los costados del barco, pero manteniendo un peso y armamento contenido, pensado para cometidos parecidos a los de sus antecesores y con artillería que no sobrepasaba los 152 mm y menos de 10 000 t de desplazamiento. Su misión era actuar como directores de flotilla de destructores. Para ello tenían que ser tan rápidos como los destructores, y su mayor potencia de fuego artillera les permitía defenderlos de los destructores y cruceros enemigos, ya que los destructores de la Gran Guerra iban armados principalmente con torpedos y algunos cañones de pequeño calibre. Este tipo de buque perduró hasta el final de la Segunda Guerra Mundial: muchos de los construidos durante la Primera Guerra Mundial fueron modernizados, y se prosiguió el desarrollo de este tipo de navío durante las décadas de 1920 y 1930. Algunos de los cruceros ligeros más representativos, de los construidos en el período de entreguerras, son:
- Clases Leander, Arethusa y Town, británicas.
- Clase Königsberg y Leipzig, alemanas.
- Clases Condottieri y Garibaldi, italianas.
- Clases Sendai y Agano, japonesa.
- Clases Duguay Trouin y Marsellaise, francesas.
- Clases Brooklyn y Cleveland, estadounidenses.
- Clase Kirov, rusa.
- Clase Cervera, española.

Los cambios más importantes introducidos en este período fueron la sustitución de las calderas de carbón por otras que quemaban fueloil, la introducción de la soldadura eléctrica (que aligeraba la construcción al evitar el uso de remaches) y la sustitución de los antiguos montajes artilleros escudados por torretas cerradas.
En la Segunda Guerra Mundial, esta misión de buques directores de flotilla permaneció inalterada, aunque a principios de los años treinta se hizo popular la teoría del Almirante (entonces Capitán) Isoroku Yamamoto sobre el combate naval a corta distancia, preconizando el abandono de la artillería de 8 pulgadas, sustituyéndola por cañones de 6 pulgadas, pero instalando un mayor número de piezas en el buque. El resultado de esta teoría fue un buque con el desplazamiento de un crucero pesado, pero con armamento de calibre de crucero ligero. Según esta teoría, la marina japonesa construyó los cruceros de la clase Mogami, armados con quince cañones de 155 mm en torretas triples: a cuatro disparos por minuto y cañón, esto suponía sesenta disparos por minuto, lo que bastaba para pulverizar cualquier tipo de destructor o crucero a corta distancia. La marina británica adoptó este concepto, pero por razones diferentes: se había excedido el cupo de tonelaje para cruceros pesados, de modo que se empezó la construcción de grandes cruceros ligeros, que no estaban sujetos a las limitaciones de los tratados de Washington y Londres. Sin embargo, la potencia destructiva de los cañones de 200 mm era muy superior, al igual que su alcance, de modo que pocas marinas adoptaron este tipo. Ejemplos de esta clase de grandes cruceros ligeros son:
- Clases Southampton, Edimburgh y Fiji, británicas.
- Clase Mogami, japonesa: justo antes del estallido de la Segunda Guerra Mundial, los cruceros de esta serie entraron en el arsenal para cambiarles las cinco torretas triples de 155 mm por otras tantas torretas dobles de 203 mm, quedando convertidos en cruceros pesados.
- Clases Brooklyn y Cleveland, estadounidenses.

Un tercer tipo de crucero ligero lo constituyó una clase especializada en la defensa antiaérea. Estos cruceros fueron desarrollados por la marina británica para mejorar la defensa antiaérea para convoyes y agrupaciones de portaaviones, equipándolos con cañones de doble propósito (un cañón de doble propósito es aquel que se puede utilizar tanto en combate de superficie como en la defensa antiaérea). Los primeros cruceros antiaéreos fueron los de la clase Dido, armados con cañones de 133 mm en cuatro o cinco torretas dobles. La Armada de Estados Unidos utilizó cañones de 127 mm en sus cruceros antiaéreos de la clase Atlanta, hasta con seis montajes dobles en torres cerradas (de tipo de destructor). También la Marina italiana se interesó en construir cruceros de este tipo, como los de la serie Etna, que no llegaron a completarse antes del Armisticio.

## Crucero auxiliar
Se trata de barcos mercantes o de pasajeros a los que en situaciones de guerra se dota de armamento para colaborar en las misiones generales de la flota al no haber habitualmente suficientes barcos de línea para cubrir todas las asignadas. Son utilizados en muchas ocasiones como escoltas de convoyes o en misiones de vigilancia y control como el celebre HMS Rawalpindi.
También se usan para la guerra al tráfico. En ambas guerras mundiales se hicieron especialmente famosos los alemanes, conocidos como corsarios: los buques de pasaje Kronprinz Wilhelm, Prinz Eitel Fridich o Berlín; los mercantes Möwe, Wolf o Greif y el velero Seadler en la Primera Guerra Mundial y los mercantes armados (Hilfskreuzer) Atlantis, Coronel, Pinguin, Kormoran, Komet o Michel, entre otros, en la Segunda llevaron la guerra al tráfico desde las costas de Groenlandia hasta la isla de Pascua.
Su misión, además de hundir tantos barcos enemigos como pudieran, era fundamentalmente desorganizar los sistemas de vigilancia aliados al tener que destacar numerosas unidades para vigilar, controlar y tratar de localizar y hundir a los barcos alemanes. Solo en la Segunda Guerra Mundial los nueve que actuaron hundieron o capturaron 820 715 toneladas de barcos enemigos, incluyendo al crucero ligero HMAS Sydney de la Real Armada Australiana; el Atlantis ostenta el récord de navegación con 20 meses ininterrumpidos (603 días de mar), desde su salida el 31 de marzo de 1940 hasta su hundimiento el 22 de noviembre de 1941.

## Crucero lanzamisiles

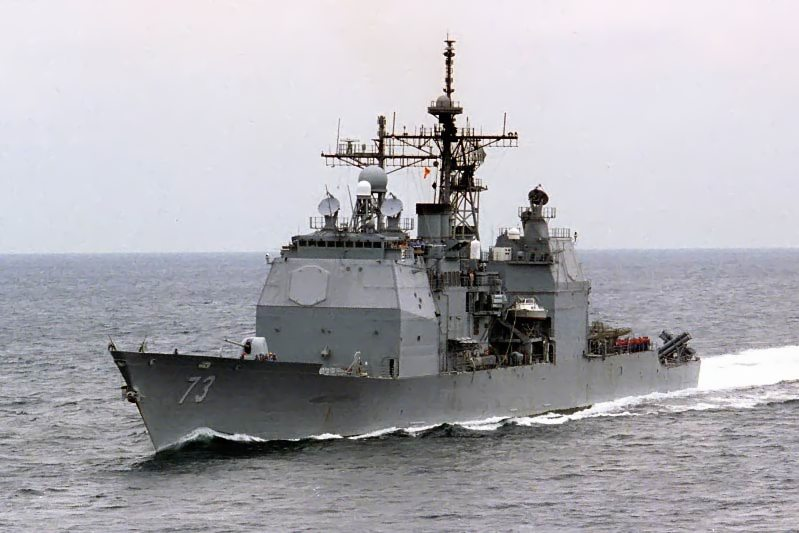
USS Port Royal (CG-73), un moderno crucero lanzamisiles de la clase Ticonderoga de la Armada de los Estados Unidos, botado en 1992.

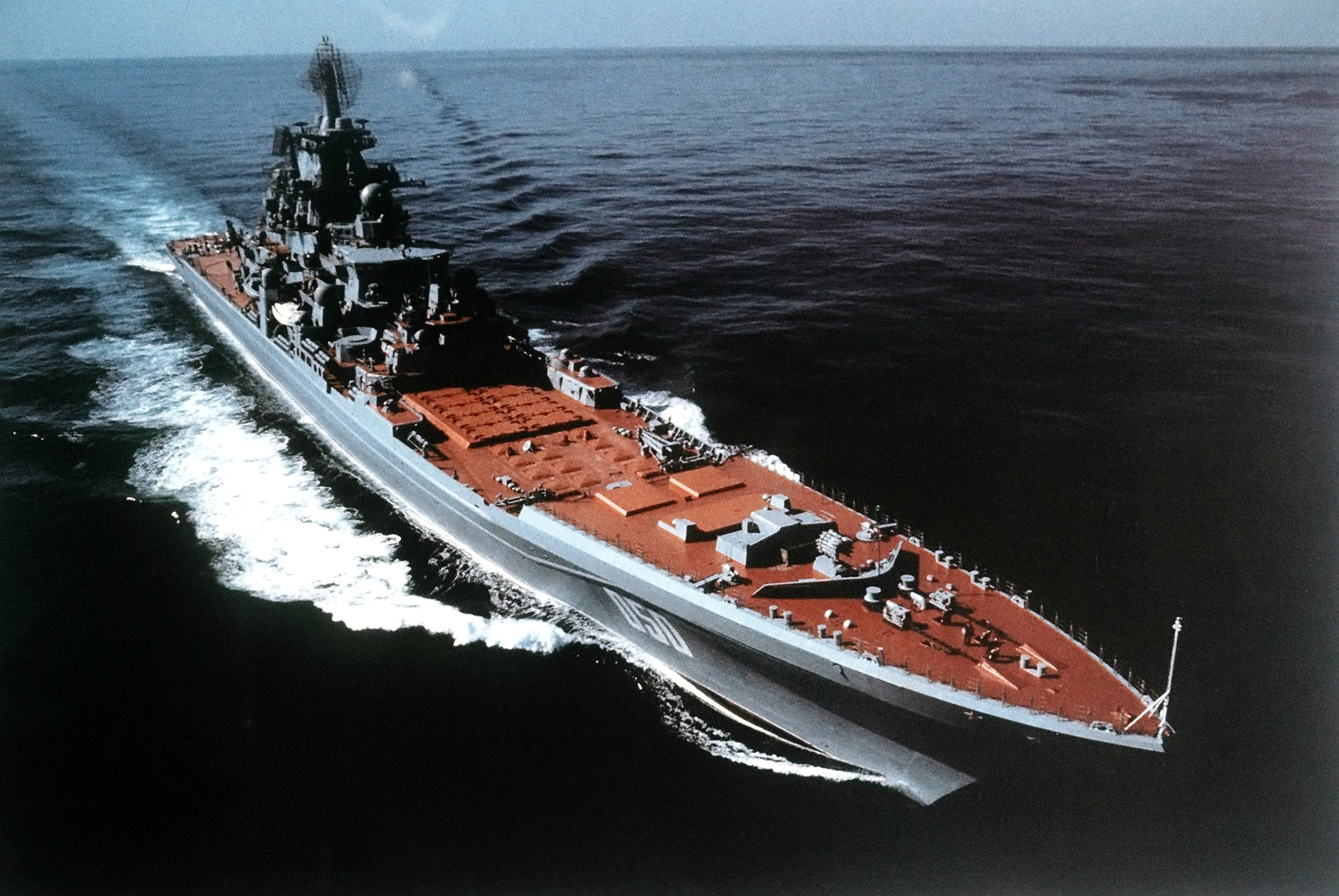
Crucero lanzamisiles ruso Frunze, perteneciente a la clase Kírov.

Al desaparecer la marina acorazada poco después de la Segunda Guerra Mundial, el crucero pasó a ser —por su tamaño, velocidad y desplazamiento— la plataforma ideal para actuar como buque lanzamisiles. Tras la conversión de antiguos cruceros pesados y ligeros, se construye el primer crucero lanzamisiles puro, que además es también el primer buque nuclear de superficie de la historia, el estadounidense USS Long Beach en 1959, al que siguieron otras clases de cruceros del estilo, rebajando el desplazamiento por debajo de las 10 000 t y añadiendo helicópteros para guerra antisubmarina. Estos cruceros estaban preparados para atacar tanto a aviones, a otros buques o a tierra con varios tipos de misiles, incluidos nucleares en algún caso.
Por su parte, la Unión Soviética no se quedó atrás, concibiendo el crucero como plataforma naval total capaz de asumir cualquier rol y actuar frente a cualquier amenaza, concepto que llegó a su cumbre con la clase Kírov, comenzada en 1977, buques de 25 000 t con una cantidad de lanzadores imposible de encontrar en buques de la OTAN, siguiendo el tradicional concepto soviético de saturación. Su sistema antibuque SS-N-19 Granit lanza simultáneamente un grupo de 6 misiles contra su objetivo, de forma que si uno es derribado, siempre quedan otros que puedan llegar, misiles antiaéreos, cañones automáticos de 130 mm para apoyo a ataques costeros, misiles antimisil, lanzaminas. En otra clase de cruceros, la Kiev, añadieron una cubierta lateral para convertirlo en una mezcla de crucero y portaaviones antisubmarino y antibuque.
Los estadounidenses contraatacaron con tecnología. En 1983 aparece la clase Ticonderoga de cruceros lanzamisiles de propulsión convencional, con cuatro componentes de tecnología punta que unidos forman el sistema de combate Aegis: el radar AN/SPY-1, el sistema computerizado de comando y toma de decisiones CDS, el sistema de presentación de blancos ADS y el sistema de control de armamento WCS. El sistema es capaz de detectar un objetivo naval o aéreo a cientos de millas, identificarlo como amigo o enemigo y presentar en pantalla al comandante de la nave los datos para que decida si destruirlo o no.
Desde entonces se ha actualizado en varios de sus componentes, como nuevas versiones del radar AN/SPY-1x, y mejorado la capacidad de ataque a tierra. El resto de las marinas del mundo están desarrollando sistemas parecidos o han adoptado —al no existir otra alternativa operativa en el mercado— versiones del Aegis. 
Actualmente solo Estados Unidos y Rusia mantienen cruceros en sus flotas:
- Marina de los EE. UU.:
• 22× Clase Ticonderoga, cruceros con misiles guiados.
- Marina Rusa:
• 2x Clase Kírov,[8] cruceros lanzamisiles, a veces referidos como cruceros de batalla, debido a su gran tamaño y desplazamiento.
  • 3x Clase Slava, cruceros lanzamisiles.

En base a la designación OTAN, la República Popular China también podría considerarse que cuenta con cruceros lanzamisiles;
- Los destructores de la clase Tipo 055, que cuentan con hasta 112 celdas en su sistema de lanzamiento vertical de misiles, similar a los 128 con los que cuenta la clase Ticonderoga.